# Papaschases
Les Papaschases sont un groupe de Cris descendant de la bande du chef Papaschase au XIXe siècle qui ont signé le traité numéro 6 avec le gouvernement du Canada. De nos jours, un groupe réclame être les descendants de cette bande historique, mais le gouvernement canadien refuse de le reconnaître.

## Annexe